# Рубенс Фернанду Моедім
Рубенс Фернанду Моедім (порт. Rubens Fernando Moedim, нар. 4 серпня 1982, Гуарульюс), відоміший за прізвиськом Рубінью (порт. Rubinho) — бразильський футболіст, воротар туринського «Ювентуса».
Насамперед відомий виступами за клуби «Корінтіанс» та «Дженоа», а також молодіжну збірну Бразилії.

## Клубна кар'єра
Народився 4 серпня 1982 року в місті Гуарульюс. Вихованець футбольної школи клубу «Корінтіанс». Дорослу футбольну кар'єру розпочав 2001 року в основній команді того ж клубу, в якій провів три сезони, взявши участь у 34 матчах чемпіонату. 
Протягом 2005—2006 років захищав кольори команди клубу «Віторія» (Сетубал).
Своєю грою за останню команду привернув увагу представників тренерського штабу клубу «Дженоа», до складу якого приєднався 2006 року. Відіграв за генуезький клуб наступні три сезони своєї ігрової кар'єри. Більшість часу, проведеного у складі «Дженоа», був основним голкіпером команди.
Згодом з 2009 по 2011 рік грав у складі команд клубів «Палермо», «Ліворно» та «Торіно».
До складу клубу «Ювентус» приєднався 2012 року.

## Виступи за збірні
У 1999 році дебютував у складі юнацької збірної Бразилії, взяв участь у 6 іграх на юнацькому рівні, пропустивши 4 голи.
У 2001 році залучався до складу молодіжної збірної Бразилії. На молодіжному рівні зіграв у 5 офіційних матчах, пропустив 3 голи.

## Титули і досягнення
- Чемпіон Італії: 2012-13, 2013-14, 2014-15, 2015-16
- Володар Кубка Італії: 2014-15, 2015-16
- Володар Суперкубка Італії: 2013, 2015
- Чемпіон світу (U-17): 1999
- Чемпіон Південної Америки (U-17): 1999
- Чемпіон Південної Америки (U-20): 2001

## Статистика виступів

### Статистика клубних виступів
| Сезон               | Команда             | Чемпіонат           | Чемпіонат | Чемпіонат | Національний кубок | Національний кубок | Національний кубок | Континентальні кубки | Континентальні кубки | Континентальні кубки | Інші змагання | Інші змагання | Інші змагання | Усього | Усього |
| Сезон               | Команда             | Ліга                | Ігор      | Голів     | Ліга               | Ігор               | Голів              | Ліга                 | Ігор                 | Голів                | Ліга          | Ігор          | Голів         | Ігор   | Голів  |
| ------------------- | ------------------- | ------------------- | --------- | --------- | ------------------ | ------------------ | ------------------ | -------------------- | -------------------- | -------------------- | ------------- | ------------- | ------------- | ------ | ------ |
| 2001                | «Корінтіанс»        | A                   | 10        | -16       | КБ                 | 0                  | -0                 | -                    | -                    | -                    | -             | -             | -             | 10     | -16    |
| 2002                | «Корінтіанс»        | A                   | 1         | -0        | КБ                 | 0                  | -0                 | КЛ                   | 1                    | -0                   | -             | -             | -             | 2      | -0     |
| 2003                | «Корінтіанс»        | A                   | 20        | -24       | КБ                 | 0                  | -0                 | -                    | -                    | -                    | -             | -             | -             | 20     | -24    |
| 2004                | «Корінтіанс»        | A                   | 3         | -2        | КБ                 | 1                  | -0                 | -                    | -                    | -                    | -             | -             | -             | 4      | -2     |
| Усього «Корінтіанс» | Усього «Корінтіанс» | Усього «Корінтіанс» | 34        | -42       |                    | 1                  | -0                 |                      | 1                    | -0                   |               |               |               | 36     | -42    |
| 2005–06             | «Віторія» (Сетубал) | КП                  | 12        | -15       |                    | -                  | -                  | -                    | -                    | -                    | -             | -             | -             | 12     | -15    |
| 2006–07             | «Дженоа»            | B                   | 29        | -24       | КІ                 | 3                  | -3                 | -                    | -                    | -                    | -             | -             | -             | 32     | -27    |
| 2007–08             | «Дженоа»            | A                   | 29        | -35       | КІ                 | 2                  | -4                 | -                    | -                    | -                    | -             | -             | -             | 31     | -39    |
| 2008–09             | «Дженоа»            | A                   | 37        | -37       | КІ                 | 1                  | -1                 | -                    | -                    | -                    | -             | -             | -             | 38     | -38    |
| Усього «Дженоа»     | Усього «Дженоа»     | Усього «Дженоа»     | 95        | -96       |                    | 6                  | -8                 |                      |                      |                      |               |               |               | 101    | -104   |
| 2009-лют. 2010      | «Палермо»           | A                   | 6         | -8        | КІ                 | 2                  | -3                 | -                    | -                    | -                    | -             | -             | -             | 8      | -11    |
| лют.-лип. 2010      | «Ліворно»           | A                   | 11        | –         | КІ                 | -                  | -                  | -                    | -                    | -                    | -             | -             | -             | 11     | –      |
| серп. 2010          | «Палермо»           | A                   | 0         | -0        | КІ                 | 0                  | -0                 | ЛЄ                   | 0                    | -0                   | -             | -             | -             | 0      | -0     |
| серп. 2010–11       | «Торіно»            | B                   | 26        | -27       | КІ                 | 0                  | -0                 | -                    | -                    | -                    | -             | -             | -             | 26     | -27    |
| 2011–12             | «Палермо»           | A                   | 0         | -0        | КІ                 | 0                  | -0                 | ЛЄ                   | 0                    | -0                   | -             | -             | -             | 0      | -0     |
| Усього «Палермо»    | Усього «Палермо»    | Усього «Палермо»    | 6         | -8        |                    | 2                  | -3                 |                      | 0                    | -0                   |               |               |               | 8      | -11    |
| 2012–13             | «Ювентус»           | A                   | 0         | -0        | КІ                 | 0                  | -0                 | ЛЧ                   | 0                    | -0                   | -             | -             | -             | 0      | -0     |
| Усього за кар'єру   | Усього за кар'єру   | Усього за кар'єру   | 184       | –8        |                    | 9                  | -11                |                      | 1                    | -0                   |               |               |               | 194    | -219   |